# グロスター ゲームコック
グロスター ゲームコック
フィンランド空軍のゲームコック
- 分類：戦闘機
- 製造者：グロスター・エアクラフト
- 運用者：
イギリス空軍
フィンランド空軍
- 初飛行：1925年2月22日
- 生産数：108
- 運用状況：退役
- 原型機：グロスター グリーブ
- 派生型：三式艦上戦闘機

グロスター ゲームコックは、イギリスのグロスター・エアクラフトが製造した複葉戦闘機。1924年から空軍省の要求でグロスター グリーブを基に設計が開始された。グリーブとの主な違いは、エンジンをアームストロング・シドレー ジャガーからブリストル ジュピターに換装したことや、胴体構造、兵装である。
操縦性と速度が高評価されたが、使用中の事故発生率が高く、イギリス空軍（RAF）での飛行経歴は比較的短かった。しかしフィンランド空軍では長く使用され、ライセンス生産もされて1939-1940年のソビエト連邦との冬戦争で使用された。

## 開発
1920年代半ば、ゲームコックの前身であるグロスター グリーブは最高速度や操縦性に優れていたが、搭載する「ジャガー」エンジンの信頼性や整備性に難を抱えていた。そのためグロスターはグリーブの長所を維持したままエンジンをブリストル ジュピターに換装することを考えた。
1924年、空軍省が発行した仕様書37/23を受け、グロスターはプロジェクトを開始した。ここではエンジンに加え機体の構造にも多くの改善点が盛り込まれ、機銃は機体の外部から内部に設置箇所が移された。仕様決定から6ヶ月も経たずにジュピターIVエンジンを搭載した試作機のJ7497が製造され、1925年2月22日に初飛行した。

計50時間以上の試験飛行でも重大な欠陥や懸念が報告されなかったため、空軍省は1925年に最初の30機を発注した。これらはゲームコックと名付けられ、ジュピターVIエンジンを搭載して生産された。1926年には更に58機が発注された。

## 運用
1926年からRAFへの配備が始まり、43飛行隊や23飛行隊などに配備された。パイロットからは操縦性の良さで高評価されていたが、事故件数が比較的多いことでも知られており、これは運用期間が比較的短くなった一因となった。RAFが運航していた90機のうち22機が着陸事故やスピン事故で失われた。またグリーブから受け継いだ空力弾性の問題もあった。1928年にはこれらの問題への対策として、より長い上部翼と改良された尾翼を備えたゲームコック Mk.IIが導入された。
ゲームコックに興味を持っていたフィンランド空軍では1928年にゲームコック Mk.IIが競争を勝ち抜き、フィンランド国立航空機工場でのライセンス生産の契約が結ばれた。生産された機体はKukko(フィンランド語で「雄鶏」)と呼ばれ、1930年代を通してフィンランド空軍で使用され、冬戦争にも参加していたが、10年ほどで徐々に訓練任務に追いやられていった。

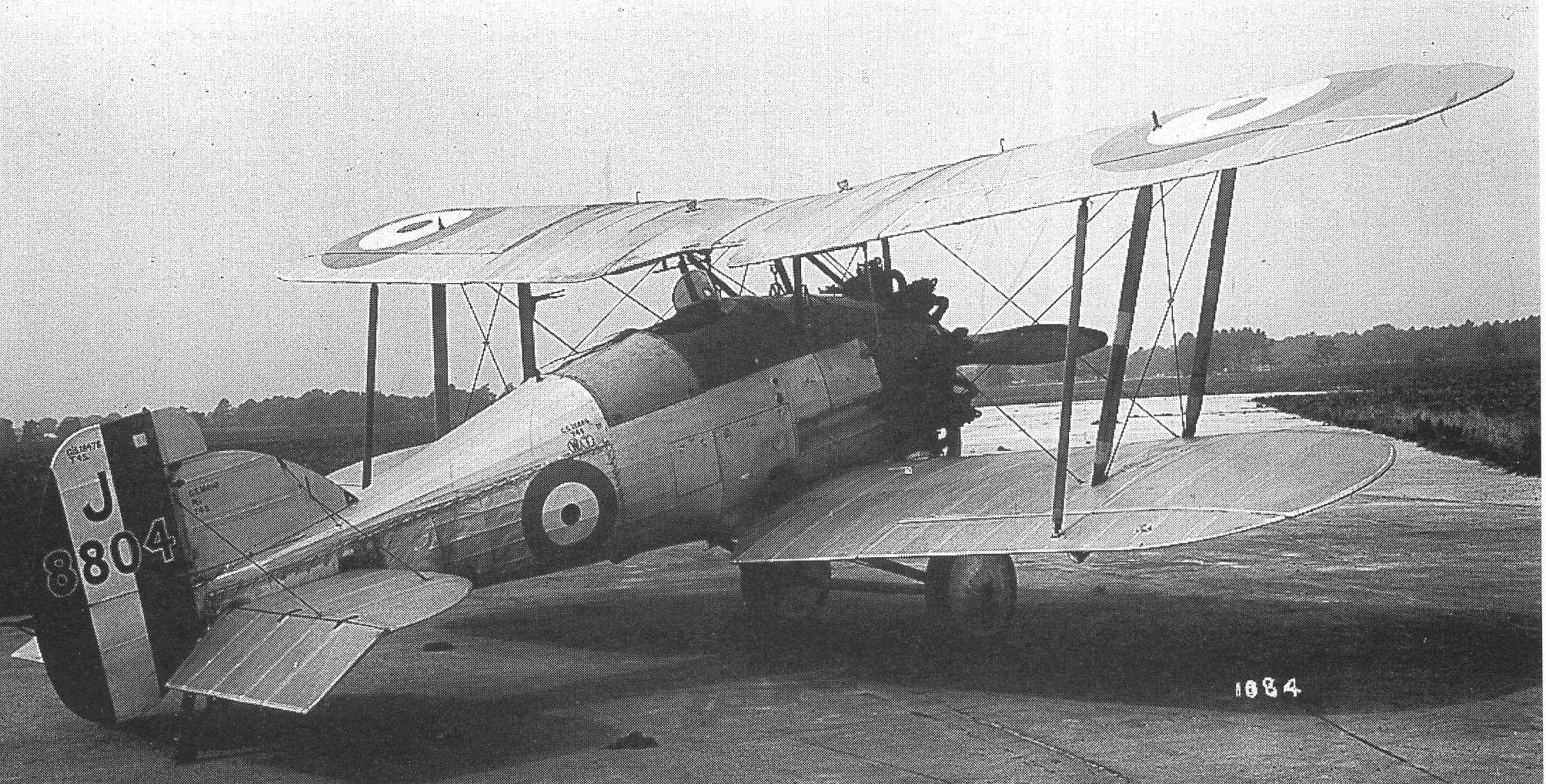
1927年のゲームコック Mk.II

日本では中島飛行機がゲームコックを基に艦載機用に改造したガムベット（G式艦戦）が一〇式艦上戦闘機の後継を決める競争に勝利し、三式艦上戦闘機としてライセンス生産された。

## バリエーション

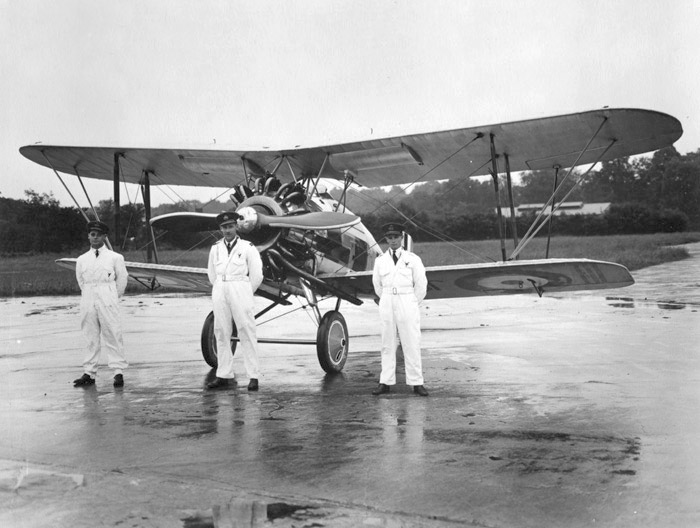
ヘンドン飛行場に駐機するゲームコック

ゲームコック Mk.I
最初の量産型。90機が製造された。
ゲームコック Mk.II
翼形を改良した型。1928年に3機がフィンランドに輸出され、その後15機がKukkoとしてライセンス生産された。フィンランドでは1944年まで使用されていた。
ゲームコック Mk.III
Mk.IIのうち1機に胴体延長改造を行った試験型。
ガムベット
ゲームコックの艦載機型。中島飛行機により三式艦上戦闘機としてライセンス生産され、大日本帝国海軍で運用された。1929年から1935年にかけて約150機が運用され、1932年の上海事件でも戦闘に参加した。

## 運用国

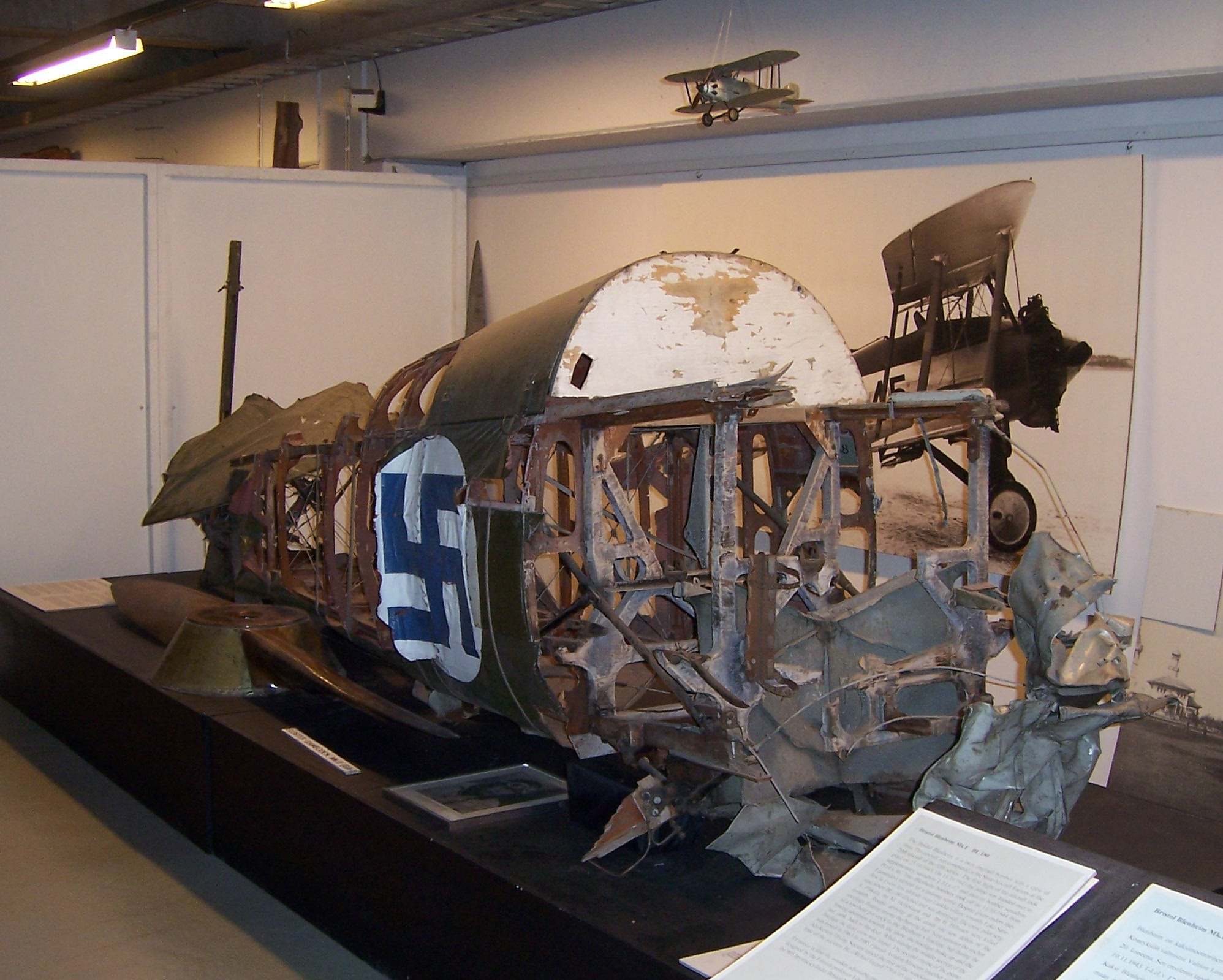
ヴァンター航空博物館に展示された残骸

イギリス
- イギリス空軍

 フィンランド
- フィンランド空軍

### ガムベットの運用国
日本
- 大日本帝国海軍

## スペック

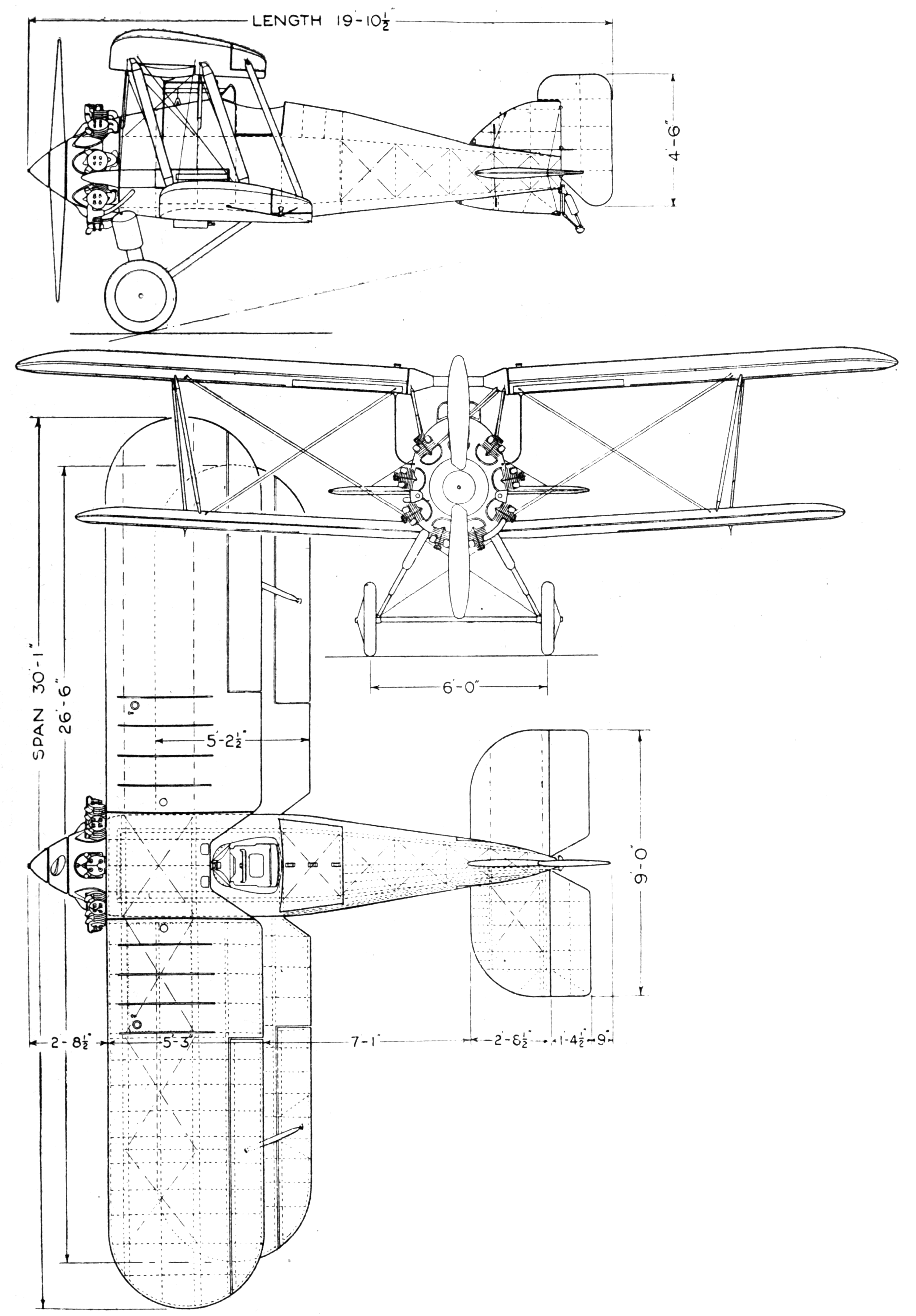
1927年8月15日の「L'Air」に掲載された3面図

出典: The Era-Ending Gamecock
ゲームコック Mk.I
- 乗員: 1
- 全長: 6 m
- 全高: 2.95 m
- 翼幅: 9.08 m
- 翼面積: 24.5 ㎡
- 空虚重量: 875 kg
- 動力: ブリストル ジュピターVI 9気筒空冷星型エンジン、317 kW （425 hp）   × 1

性能
- 最大速度: 249 km/h
- 航続距離: 587 km

武装
- 2 × .303 ヴィッカース重機関銃

### 書籍
- Green, William and Swanborough, Gordon. "The Era-Ending Gamecock". Air Enthusiast, Number 21, April–July 1983.Bromley, Kent:Pilot Press. p. 1–8, 58–62. ISSN 0143-5450.
- James, Derek N. Gloster Aircraft since 1917. London: Putnam, 1971. ISBN 0-370-00084-6ISBN 0-370-00084-6.
- James, Derek N. Gloster Aircraft since 1917. London: Putnam and Company Ltd., 1987. ISBN 0-85177-807-0ISBN 0-85177-807-0.
- Lumsden, Alec and Thetford, Owen. On Silver Wings: RAF Biplane Fighters Between the Wars. London: Osprey Aerospace, 1993. ISBN 1-85532-374-5ISBN 1-85532-374-5.
- Taylor, M.J.H. (editor) Jane's Encyclopedia of Aviation. London:Bracken, 1989. ISBN 1-85170-324-1ISBN 1-85170-324-1.
- Thetford, Owen. Aircraft of the Royal Air Force 1918–57. London:Putnam, First edition 1957.
- Gloster Gamecock – British Aircraft Directory.